# Belgische Badmintonmeisterschaft 2010
Die Belgische Badmintonmeisterschaft 2010  fand vom 6. bis zum 7. Februar 2010 im Sportoase Eburons Dome in Tongern statt.

## Medaillengewinner
| Disziplin    | Gold                           | Silber                             | Bronze                          |
| ------------ | ------------------------------ | ---------------------------------- | ------------------------------- |
| Herreneinzel | Yuhan Tan                      | David Jaco                         | Frédéric Gaspard                |
| Herreneinzel | Yuhan Tan                      | David Jaco                         | Jente Paesen                    |
| Dameneinzel  | Lianne Tan                     | Nathalie Descamps                  | Stefanie Bertels                |
| Dameneinzel  | Lianne Tan                     | Nathalie Descamps                  | Elke Biesbrouck                 |
| Herrendoppel | Wouter Claes Frédéric Mawet    | Frédéric Gaspard Jonathan Gillis   | Daan de Smet Roel van Heuckelom |
| Herrendoppel | Wouter Claes Frédéric Mawet    | Frédéric Gaspard Jonathan Gillis   | Matijs Dierickx Freek Golinski  |
| Damendoppel  | Janne Elst Jelske Snoeck       | Elke Biesbrouck Sabine Devooght    | Steffi Annys Séverine Corvilain |
| Damendoppel  | Janne Elst Jelske Snoeck       | Elke Biesbrouck Sabine Devooght    | Manon Albinus Debbie Janssens   |
| Mixed        | Wouter Claes Nathalie Descamps | Jonathan Gillis Séverine Corvilain | Daan de Smet Veerle Rakels      |
| Mixed        | Wouter Claes Nathalie Descamps | Jonathan Gillis Séverine Corvilain | Gert Poesen Manon Albinus       |